# Казаков, Василий Александрович (полный кавалер ордена Славы)
Василий Иванович Казаков — участник Великой Отечественной войны, старший сержант. Полный кавалер Ордена Славы. Командир орудийного расчета 1314-го легко-артиллерийского полка (21-я легко-артиллерийская бригада, 6-я артиллерийская дивизия, 61-я армия, 1-й Белорусский фронт).

## Биография
Василий Иванович Казаков родился в селе Богородское Вольского уезда Саратовской губернии (в настоящее время Вольский район Саратовской области) в крестьянской семье. В 1941 году окончил 7 классов школы, работал в колхозе.
В Великую Отечественную войну Широко-буеракским райвоенкоматом в августе 1942 года был призван в ряды Красной армии.
С 10 февраля 1943 года воевал на Западном фронте, с 18 августа 1943 на Брянском, с 1 января 1944 года на 1-м Белорусском.
Командир орудия сержант Казаков со своим расчётом 10 января 1944 года в бою у деревни Буда, поддерживая огнём стрелковое подразделение, разбил разбил 2 огневые точки, чем обеспечил действия пехоты. 12 января у деревни Александровка разбил 2 наблюдательных пункта противника и уничтожил до 10 солдат противника. 13 января у деревни Клинск прямой наводкой разбил блиндаж и подавил миномётную батарею противника. Приказом по дивизии от 29 февраля 1944 года Василий Казаков был награждён орденом Славы 3-й степени.
В период с 9 по 16 августа 1944 года произошло крупнейшее в истории Польши танковое сражение под Студзянками. Противник, пытаясь ликвидировать плацдарм на левом берегу Вислы в районе Магнушева, бросил против частей Красной армии и Войска польского большие силы танков и пехоты. Сержанту Казакову было приказано выдвинуть своё орудие на перекрёсток дорог возле деревни Студзянки. В ночь с 11 на 12 августа орудие было выдвинуто в указанный район. С рассветом противник силами до 2-х рот при поддержке 2-х танков начал атаку. Умело и чётко командуя расчётом, сержант Казаков открыл огонь по противнику. Не выдержав, противник откатился, оставив на поле боя много солдат и офицеров противника. Противник неоднократно предпринимал атаки позиции, а получив подкрепления сумел потеснить пехоту. Воспользовашись этим около 30 автоматчиков противника начали окружать позицию артиллеристов. Тогда Казаков организовал круговую оборону и отбил и эту атаку. Приказом по 1-му Белорусскому фронту от 21 сентября 1944 года он был награждён орденом Славы 2-й степени.
В последние дни войны орудийный расчёт, которым командовал старший сержант Василий Казаков, неоднократно вступал в бой. 5 мая 1945 года в боях за населённый пункт Шмецдорф разбил 3 автомашины, 6 повозок, подбил штурмовое орудие, бронетранспортёр. В ходе боев за выход на реку Эльба в районе города Йерихов артиллерийская батарея, в составе которой находился расчёт Казакова, с 5 по 7 мая 1945 года уничтожила несколько автомашин с боеприпасами, 1 миномётную батарею, отбила 8 контратак противника, рассеяла и частично уничтожила свыше роты солдат и офицеров. Указом Президиума Верховного Совета СССР от 15 мая 1946 года Василий Александрович Казаков был награждён орденом Славы 1 степени.
Старшина Казаков демобилизовался в 1945 году, уехал на родину, работал в колхозе.
6 апреля 1985 года в порядке массового награждения участников войны к сорокалетию Победы он был награждён орденом Отечественной войны 1-й степени.
Скончался Василий Александрович Казаков 8 сентября 2005 года.